# Stanley-Cup-Playoffs 1962
Die Playoffs um den Stanley Cup des Jahres 1962 begannen am 27. März 1962 und endeten am 22. April 1962 mit dem 4:2-Erfolg der Toronto Maple Leafs gegen die Chicago Black Hawks. Die Maple Leafs gewannen damit ihren ersten Titel seit 1951 sowie den insgesamt zehnten ihrer Franchise-Geschichte, während dies zugleich den ersten von drei aufeinander folgenden Erfolgen markierte. Die Black Hawks hingegen, die als amtierender Stanley-Cup-Sieger an diesen Playoffs teilnahmen, stellten in Stan Mikita den besten Scorer sowie in Bobby Hull den besten Torschützen der post-season. Mikita stellte dabei mit 21 Punkten einen neuen NHL-Rekord auf, den zuvor Gordie Howe mit 20 Punkten aus dem Jahre 1955 innehatte.

## Modus
Für die Playoffs qualifizierten sich die vier besten Teams der Liga. Im Halbfinale standen sich der Erste und der Dritte sowie der Zweite und der Vierte der Abschlusstabelle gegenüber. Die jeweiligen Sieger bestritten anschließend das Stanley-Cup-Finale.
Alle Serien wurden dabei im Best-of-Seven-Modus ausgetragen, das heißt, dass ein Team vier Siege zum Weiterkommen benötigte. Das höher gesetzte Team hatte dabei in den ersten beiden Spielen Heimrecht, die nächsten beiden das gegnerische Team. Sollte bis dahin kein Sieger aus der Runde hervorgegangen sein, wechselte das Heimrecht von Spiel zu Spiel. So hatte die höher gesetzte Mannschaft in den Spielen 1, 2, 5 und 7, also vier der maximal sieben Spiele, einen Heimvorteil.
Bei Spielen, die nach der regulären Spielzeit von 60 Minuten unentschieden blieben, folgte die Overtime. Sie endete durch das erste erzielte Tor (Sudden Death).

## Qualifizierte Teams
- (1) Canadiens de Montréal
- (2) Toronto Maple Leafs
- (3) Chicago Black Hawks
- (4) New York Rangers

## Playoff-Baum
|  | Halbfinale | Halbfinale            | Halbfinale |  |  | Stanley-Cup-Finale | Stanley-Cup-Finale  | Stanley-Cup-Finale |
|  |            |                       |            |  |  |                    |                     |                    |
|  |            |                       |            |  |  |                    |                     |                    |
|  | 1          | Canadiens de Montréal | 2          |  |  |                    |                     |                    |
|  | 3          | Chicago Black Hawks   | 4          |  |  |                    |                     |                    |
|  |            |                       |            |  |  | 3                  | Chicago Black Hawks | 2                  |
|  |            |                       |            |  |  | 2                  | Toronto Maple Leafs | 4                  |
|  | 2          | Toronto Maple Leafs   | 4          |  |  |                    |                     |                    |
|  | 4          | New York Rangers      | 2          |  |  |                    |                     |                    |
|  |            |                       |            |  |  |                    |                     |                    |

## Halbfinale

### (1) Canadiens de Montréal – (3) Chicago Black Hawks
| 27. März 1962 | Canadiens de Montréal Dickie Moore (41:32) Jean Béliveau (45:38) | 2:1 (0:0, 0:0, 2:1) Spielbericht Stand: 1:0 | Chicago Black Hawks Stan Mikita (58:06) | Forum de Montréal, Montréal, Québec |

| 29. März 1962 | Canadiens de Montréal Dickie Moore (15:10) Dickie Moore (51:04) Jean-Guy Talbot (52:45) Claude Provost (54:05) | 4:3 (1:1, 0:1, 3:1) Spielbericht Stand: 2:0 | Chicago Black Hawks Bobby Hull (5:26) Stan Mikita (25:15) Bobby Hull (45:15) | Forum de Montréal, Montréal, Québec |

| 1. April 1962 | Chicago Black Hawks Bronco Horvath (9:05) Stan Mikita (18:06) Bill Hay (39:17) Kenny Wharram (42:15) | 4:1 (2:0, 1:0, 1:1) Spielbericht Stand: 1:2 | Canadiens de Montréal Red Berenson (54:27) | Chicago Stadium, Chicago, Illinois |

| 3. April 1962 | Chicago Black Hawks Bobby Hull (1:51) Bronco Horvath (8:28) Ab McDonald (44:39) Bill Hay (45:16) Ab McDonald (52:56) | 5:3 (2:0, 0:2, 3:1) Spielbericht Stand: 2:2 | Canadiens de Montréal Jean Béliveau (23:36) Dickie Moore (36:04) Gilles Tremblay (48:46) | Chicago Stadium, Chicago, Illinois |

| 5. April 1962 | Canadiens de Montréal Phil Goyette (6:13) Claude Provost (13:08) Red Berenson (50:26) | 3:4 (2:2, 0:1, 1:1) Spielbericht Stand: 2:3 | Chicago Black Hawks Bobby Hull (2:55) Bronco Horvath (17:27) Kenny Wharram (39:14) Bill Hay (41:39) | Forum de Montréal, Montréal, Québec |

| 8. April 1962 | Chicago Black Hawks Ab McDonald (4:02) Kenny Wharram (33:39) | 2:0 (1:0, 1:0, 0:0) Spielbericht Stand: 4:2 | Canadiens de Montréal | Chicago Stadium, Chicago, Illinois |

### (2) Toronto Maple Leafs – (4) New York Rangers
| 27. März 1962 | Toronto Maple Leafs Dave Keon (6:53) Red Kelly (20:24) Tim Horton (34:42) Chief Armstrong (59:19) | 4:2 (1:0, 2:2, 1:0) Spielbericht Stand: 1:0 | New York Rangers Ken Schinkel (31:56) Earl Ingarfield (39:25) | Maple Leaf Gardens, Toronto, Ontario |

| 29. März 1962 | Toronto Maple Leafs Chief Armstrong (29:37) Bob Pulford (38:08) | 2:1 (0:0, 2:1, 0:0) Spielbericht Stand: 2:0 | New York Rangers Earl Ingarfield (32:42) | Maple Leaf Gardens, Toronto, Ontario |

| 1. April 1962 | New York Rangers Jean-Guy Gendron (21:25) Johnny Wilson (27:05) Johnny Wilson (39:50) Andy Hebenton (45:02) Dave Balon (48:17) | 5:4 (0:1, 3:1, 2:2) Spielbericht Stand: 1:2 | Toronto Maple Leafs Tim Horton (5:59) Chief Armstrong (26:46) Red Kelly (44:47) Bob Pulford (53:43) | Madison Square Garden, New York City, New York |

| 3. April 1962 | New York Rangers Rod Gilbert (0:41) Rod Gilbert (15:26) Dave Balon (54:03) Jean-Guy Gendron (59:30) | 4:2 (2:0, 0:0, 2:2) Spielbericht Stand: 2:2 | Toronto Maple Leafs Bob Pulford (51:59) Bob Nevin (56:22) | Madison Square Garden, New York City, New York |

| 5. April 1962 | Toronto Maple Leafs Ron Stewart (7:46) Frank Mahovlich (32:21) Red Kelly (84:23) | 3:2 n. V. (1:0, 1:1, 0:1, 0:0, 1:0) Spielbericht Stand: 3:2 | New York Rangers Jean-Guy Gendron (33:41) Earl Ingarfield (52:31) | Maple Leaf Gardens, Toronto, Ontario |

| 7. April 1962 | New York Rangers Andy Bathgate (18:21) | 1:7 (1:3, 0:3, 0:1) Spielbericht Stand: 2:4 | Toronto Maple Leafs Chief Armstrong (9:36) Bob Pulford (12:43) Dave Keon (17:52) Dick Duff (23:17) Frank Mahovlich (25:01) Dick Duff (37:34) Dave Keon (49:53) | Madison Square Garden, New York City, New York |

## Stanley-Cup-Finale

### (2) Toronto Maple Leafs – (3) Chicago Black Hawks
| 10. April 1962 | Toronto Maple Leafs Dave Keon (21:32) Frank Mahovlich (33:54) Chief Armstrong (46:03) Tim Horton (54:32) | 4:1 (0:1, 2:0, 2:0) Spielbericht Stand: 1:0 | Chicago Black Hawks Bobby Hull (3:35) | Maple Leaf Gardens, Toronto, Ontario |

| 12. April 1962 | Toronto Maple Leafs Billy Harris (2:35) Frank Mahovlich (49:47) Chief Armstrong (56:08) | 3:2 (1:0, 0:0, 2:2) Spielbericht Stand: 2:0 | Chicago Black Hawks Stan Mikita (48:47) Stan Mikita (58:27) | Maple Leaf Gardens, Toronto, Ontario |

| 15. April 1962 | Chicago Black Hawks Stan Mikita (24:35) Ab McDonald (28:33) Bronco Horvath (59:21) | 3:0 (0:0, 2:0, 1:0) Spielbericht Stand: 1:2 | Toronto Maple Leafs | Chicago Stadium, Chicago, Illinois |

| 17. April 1962 | Chicago Black Hawks Bobby Hull (10:35) Reg Fleming (15:41) Bobby Hull (20:46) Reg Fleming (27:31) | 4:1 (2:1, 2:0, 0:0) Spielbericht Stand: 2:2 | Toronto Maple Leafs Red Kelly (18:08) | Chicago Stadium, Chicago, Illinois |

| 19. April 1962 | Toronto Maple Leafs Bob Pulford (0:17) Bob Pulford (17:45) Billy Harris (28:31) Dave Keon (29:50) Frank Mahovlich (33:24) Chief Armstrong (44:41) Frank Mahovlich (46:31) Bob Pulford (53:51) | 8:4 (2:1, 3:2, 3:1) Spielbericht Stand: 3:2 | Chicago Black Hawks Murray Balfour (18:05) Ab McDonald (20:59) Ab McDonald (23:07) Bob Turner (50:31) | Maple Leaf Gardens, Toronto, Ontario |

| 22. April 1962 | Chicago Black Hawks Bobby Hull (48:56) | 1:2 (0:0, 0:0, 1:2) Spielbericht Stand: 2:4 | Toronto Maple Leafs Bob Nevin (50:29) Dick Duff (54:14) | Chicago Stadium, Chicago, Illinois |

### Stanley-Cup-Sieger
| Stanley-Cup-Sieger Toronto Maple Leafs | Torhüter: Johnny Bower, Don Simmons Verteidiger: Al Arbour, Bobby Baun, Carl Brewer, Larry Hillman, Tim Horton, Allan Stanley Angreifer: Chief Armstrong (C), Dick Duff, Billy Harris, Red Kelly, Dave Keon, Ed Litzenberger, John MacMillan, Frank Mahovlich, Bob Nevin, Bert Olmstead, Bob Pulford, Eddie Shack, Ron Stewart Cheftrainer & General Manager: Punch Imlach |

## Beste Scorer
Abkürzungen: GP = Spiele, G = Tore, A = Assists, Pts = Punkte, +/− = Plus/Minus, PIM = Strafminuten; Fett: Bestwert
| Spieler         | Team    | GP | G | A  | Pts | +/− | PIM |
| --------------- | ------- | -- | - | -- | --- | --- | --- |
| Stan Mikita     | Chicago | 12 | 6 | 15 | 21  | +9  | 19  |
| Tim Horton      | Toronto | 12 | 3 | 13 | 16  | −2  | 16  |
| Bobby Hull      | Chicago | 12 | 8 | 6  | 14  | −3  | 12  |
| Dick Duff       | Toronto | 12 | 3 | 10 | 13  | +6  | 20  |
| Chief Armstrong | Toronto | 12 | 7 | 5  | 12  | +6  | 2   |
| Ab McDonald     | Chicago | 12 | 6 | 6  | 12  | +6  | 0   |
| Frank Mahovlich | Toronto | 12 | 6 | 6  | 12  | −2  | 29  |
| Red Kelly       | Toronto | 12 | 4 | 6  | 10  | −1  | 0   |
| Bill Hay        | Chicago | 12 | 3 | 7  | 10  | −3  | 18  |
| Bob Pulford     | Toronto | 12 | 7 | 1  | 8   | +4  | 24  |

Carl Brewer von den Toronto Maple Leafs erreichte ebenfalls eine Plus/Minus-Statistik von +9.

## Beste Torhüter
Die kombinierte Tabelle zeigt die jeweils drei besten Torhüter in den Kategorien Gegentorschnitt und Fangquote sowie die jeweils Führenden in den Kategorien Shutouts und Siege.
Abkürzungen: GP = Spiele, Min = Eiszeit (in Minuten), W = Siege, L = Niederlagen, GA = Gegentore, SO = Shutouts, Sv% = gehaltene Schüsse (in %), GAA = Gegentorschnitt; Fett: Bestwert; Sortiert nach Gegentorschnitt.
Erfasst werden nur Torhüter mit 120 absolvierten Spielminuten.
| Spieler        | Team     | GP | Min    | W | L | GA | SO | Sv%  | GAA  |
| -------------- | -------- | -- | ------ | - | - | -- | -- | ---- | ---- |
| Johnny Bower   | Toronto  | 10 | 578:33 | 6 | 3 | 20 | 0  | 93,6 | 2,07 |
| Glenn Hall     | Chicago  | 12 | 720:00 | 6 | 6 | 31 | 2  | 92,1 | 2,58 |
| Don Simmons    | Toronto  | 3  | 165:20 | 2 | 1 | 8  | 0  | 88,9 | 2,90 |
| Jacques Plante | Montréal | 6  | 360:00 | 2 | 4 | 19 | 0  | 91,2 | 3,17 |